# Recalde (1911)
El Recalde fue un cañonero de la Armada Española líder de su clase homónima, construidos por la Sociedad Española de Construcción Naval en los astilleros de Cartagena. Su epónimo es Juan Martínez de Recalde (1540-1588), almirante español del siglo XVI.

## Construcción
Los cuatro buques de su clase fueron proyectados de acuerdo con el Plan Naval de 1908, con un presupuesto total para la serie de 6 millones de pesetas.
El Recalde, así como los otros tres componentes de su clase, recibieron sus nombres en honor a marinos históricos de España. El 17 de noviembre de 1909 se dieron a conocer los nombres de los buques de su serie.

## Historial
Pasó la revista de embarcaciones de la Armada de enero de 1914 en el Arsenal de La Carraca (Cádiz), calificándose como "cañonero de primera clase", al igual que todos los componentes de su clase.
Participó, junto con sus buques gemelos, en el Desembarco de Alhucemas el 8 de septiembre de 1925. Sus primeras pruebas de mar las realizó entre el 29 de abril y el 3 de mayo de 1911. Fue entregado a la Armada española el 15 de julio de ese año y zarpó de Cartagena con destino a Cádiz, donde cargó municiones antes de partir con destino a Larache. Posteriormente, pasó al Atlántico y recaló en Pasajes, donde fue visitado por el rey Alfonso XIII en agosto. Inmediatamente volvió a la guerra del Rif, realizando variados servicios de armas contra los rebeldes rifeños, repartiendo su presencia entre Tánger, Melilla, Ceuta y Málaga, donde solía hacer acopio de carbón para sus máquinas. El 6 de noviembre bombardeó posiciones enemigas junto al acorazado Pelayo y al crucero Princesa de Asturias.